# Байсянлінь
ГЕС Bǎixiānglín (柏香林水电站) — гідроелектростанція на півдні Китаю у провінції Юньнань. Знаходячись між ГЕС Gāoqiáo (вище по течії) та ГЕС Shàngxiǎohé, входить до складу каскаду у середній течії річки Hengjiang, правої притоки Дзиньші (верхня течія Янцзи).
У межах проекту річку перекрили бетонною гравітаційною греблею висотою 30 метрів та довжиною 129 метрів, яка утримує невелике водосховище з об'ємом 289 тис. м3 та припустимим коливанням рівня поверхні у операційному режимі між позначками 1210 та 1217,6 метра НРМ.
Зі сховища під лівобережним масивом прокладено дериваційний тунель довжиною 8 км, який переходить у напірний водовід довжиною 0,6 км зі спадаючим діаметром від 2,8 до 2,6 метра. В системі також працює вирівнювальний резервуар з камерою висотою 49 метрів та діаметром від 8,4 до 8,8 метра.
Основне обладнання станції становлять дві турбіни типу Френсіс потужністю по 25 МВт.